# Rivolta degli Alizai del 1923
La rivolta degli Alizai del 1923 fu una rivolta organizzata dalla tribù degli Alizai nella regione di Zamindawar, nell'attuale provincia di Helmand, nell'allora Emirato dell'Afghanistan, che ebbe luogo nel 1923. La causa principale dello scoppio della rivolta fu l'opposizione alle riforme introdotte dall'emiro Amanullah Khan, riguardo soprattutto la coscrizione obbligatoria e la tassazione. La rivolta durò sei mesi, in gran parte per il fatto che nessuno dei battaglioni dei coscritti a sud aveva intenzione di scontrarsi con gli Alizai. Alla fine, la rivolta venne repressa con truppe provenienti da Herat, che giustiziarono i capi ribelli e deportarono i restanti nel Turkestan afghano.